# Asterope leprieuri
Asterope leprieuri, o Leprieur glória, é uma espécie de borboleta da família Nymphalidae. Encontra-se desde a Colômbia até o Brasil e a Bolívia.
A envergadura é de 50 a 60 mm.

## Subespecies
- Asterope leprieuri leprieuri (Brasil, Pará)
- Asterope leprieuri depuiseti (C. & R. Felder, 1861) (Peru, Bolívia)
- Asterope leprieuri optima (Butler, 1869) (Peru, Colômbia, Equador)
- Asterope leprieuri philotima (Rebel, 1912) (Peru)

## Etimologia
O nome é dado em honra a Francisco Mathias René Leprieur.